# 무소속 (유럽 의회)
무소속(프랑스어: Non-Inscrits, NI)은 유럽 의회에서 아무 교섭단체에도 속하지 않은 의원들을 가리키는 말이다. 국가 혹은 유럽연합 내에서 정당에 소속되어 있더라도 유럽의회 내에서 원내교섭단체에 소속되어 있지 않으면 비교섭의원으로 분류되므로, 아무 당에도 소속되어 있지 않은 것을 가리키는 말인 '무소속'과는 의미가 다르다.

## 현재 무소속의원 (2014 - 19)
2018년 7월 기준으로 유럽 의회에는 총 21명의 무소속의원이 있다.
- 그리스
  - 게오르기오스 에피티디오스(Georgios Epitidios) - 황금새벽당
  - 람브로스 푼둘리스(Lambros Foundoulis) - 황금새벽당
  - 콘스탄티노스 파파다키스(Konstantinos Papadakis) - 그리스 공산당
  - 소티리오스 자리오노풀로스(Sotirios Zarianopoulos) - 그리스 공산당
  - 엘레프테리오스 시나디노스(Eleftherios Synadinos) - 무소속 (당선 당시 황금새벽당)
- 덴마크
  - 리케 카를손(Rikke Karlsson) - 자유당
- 독일
  - 마르틴 존네보른(Martin Sonneborn) - Die PARTEI
  - 우도 포이크트(Udo Voigt) - 독일 국가민주당
- 영국
  - 다이안 도드스(Diane Dodds) - 민주연합당
  - 제임스 카버(James Carver) - 무소속 (EFDD 탈당)
  - 다이안 제임스(Diane James) - 무소속 (EFDD 탈당)
  - 스티븐 울프(Steven Woolfe) - 무소속 (EFDD 탈당)
- 이탈리아
  - 다비드 보렐리(David Borrelli) - 무소속 (당선 당시 오성운동)
- 폴란드
  - 야체크 사류시-볼스키(Jacek Saryusz-Wolski) - 무당주의 (당선 당시 시민 연단)
  - 도브로미르 소시니에르시(Dobromir Sośnierz) - 자유당
  - 카지미에르시 우야스도프스키(Kazimierz Ujazdowski) - 자유당
- 프랑스
  - 브루노 골니시(Bruno Gollnisch) - 국민전선
  - 장-마리 르 펜(Jean-Marie Le Pen) - 무소속 (당선 당시 국민전선)
- 헝가리
  - 발초 졸탄(Balczó Zoltán) - 요비크
  - 코바치 벨라(Kovács Béla) - 무소속 (당선 당시 요비크)
  - 모르바이 크리스티나(Morvai Krisztina) - 무소속 (당선 당시 요비크)

## 같이 보기
- 무소속
- 혼합 단체